# Cordia curassavica
Cordia curassavica es una especie de planta de la familia Boraginaceae, nativa de la América tropical. Se le conoce como María negra, María milagro, bolita prieta, orégano cimarrón y erva-baleeira.
Es un arbusto muy ramificado que crece hasta 3 m de altura y huele fuertemente a salvia. Sus hojas son simples, alternas, coriáceas, aromáticas, de forma lanceolada a ovada, de 40 a 100 mm de largo por 15 a 60 mm de ancho. Las pequeñas flores blancas crecen en racimos de 10 a 15 cm de largo en los extremos de las ramas; tienen una corola en forma de embudo, de 4 a 6 mm de largo. Los frutos rojos cuando maduran, pequeños y carnosos contienen cada uno una sola semilla de 4 a 5 mm de largo.
La medicina tradicional le atribuye propiedades antiinflamatorias. Es usada para aliviar dolores musculares, hematomas, contusiones, la artritis y el reumatismo. Las hojas son usadas en infusiones, como compresas o en forma de pomada.